# جيمس هاتفيلد
جيمس هاتفيلد (بالإنجليزية: James Hatfield)‏ (1958 - 18 يوليو 2001)؛ روائي أمريكي.

## روابط خارجية
- جيمس هاتفيلد على موقع IMDb (الإنجليزية)